# Д. Дж. Бернс-молодший
!
Дуайт Кіт Бернс-молодший (нар. 13 жовтня 2000) — американський баскетболіст команди NC State Wolfpack of the Atlantic Coast Conference (ACC). Раніше він грав за Winthrop Eagles з Великої південної конференції.

## Молодість і кар'єра в часи середньої школи
Бернс виріс у Рок-Хілл, Південна Кароліна, і відвідував середню школу Clover, де у восьмому класі мав зріст 6 футів 7. Він відвідував Йоркський підготовчий коледж. Будучи першокурсником, Бернс набирав у середньому 13 очок і 11 підбирань за гру. На другому курсі він набирав у середньому 14,2 очка, 8,1 підбирання, 3,2 передачі та 3,1 блок-шота за гру. Будучи юніором, Бернс набирав у середньому 14,2 очка та 10,3 підбирання за гру, отримавши нагороди C. Dan Joyner Poinsettia Classic і USA Prep National Championship MVP. Його перекласифікували з випуску 2019 року у випуск 2018 року. За три сезони Бернс набрав понад 1000 очок і зробив понад 1000 підбирань. Бернс, який входить до 100 найкращих новобранців, у червні 2018 року приїхав до Теннессі, щоб грати в студентський баскетбол, але вибрав волонтерів замість пропозицій із Південної Кароліни та Вірджинії.

## Кар'єра в університеті
Бернс провів свій першокурсний сезон у штаті Теннессі та схуд. Після сезону він перейшов до Winthrop і був звільнений від негайного права. Бернс був названий першокурсником року на Великому Півдні. Він набирав у середньому 11,9 очка та робив 4,1 підбирання за гру. На другому курсі Бернс набирав у середньому 10,1 очка та 3,4 підбирання за гру, отримавши почесну відзнаку Великої південної конференції. Він заявив про участь у драфті НБА 2021, але в підсумку повернувся до Вінтропа. У своєму юніорському дебюті він набрав рекорд кар'єри 30 очок у перемозі 110-78 над Університетом Мері Болдуін. Будучи юніором, Бернс був визнаний найкращим гравцем південного сезону.
У травні 2022 року Бернс оголосив, що гратиме за NC State у Конференції Atlantic Coast у сезоні 2022—2023. 16 березня 2024 року Бернс був названий MVP турніру ACC після того, як привів штат Північна Кароліна до першої корони ACC з 1987 року. Бернс набрав 20 очок, 7 передач і забив перший триочковий у своїй студентській кар'єрі.

## Кар'єрна статистика

### Коледж
| Сезон   | Команда   | GP       | GS       | MPG      | FG%      | 3P%      | FT%      | RPG      | APG      | SPG      | BPG      | PPG      |
| ------- | --------- | -------- | -------- | -------- | -------- | -------- | -------- | -------- | -------- | -------- | -------- | -------- |
| 2018–19 | Tennessee | Redshirt | Redshirt | Redshirt | Redshirt | Redshirt | Redshirt | Redshirt | Redshirt | Redshirt | Redshirt | Redshirt |
| 2019–20 | Winthrop  | 33       | 16       | 17.5     | .583     | .000     | .571     | 4.1      | 1.2      | .5       | .7       | 11.9     |
| 2020–21 | Winthrop  | 25       | 24       | 15.7     | .582     | .000     | .610     | 3.4      | .6       | .6       | .5       | 10.1     |
| 2021–22 | Winthrop  | 32       | 27       | 20.9     | .626     | .000     | .646     | 4.5      | 1.1      | .5       | .4       | 15.0     |
| 2022–23 | NC State  | 34       | 22       | 22.9     | .561     | .000     | .615     | 4.8      | 1.5      | .7       | .9       | 12.5     |
| Career  | Career    | 124      | 89       | 19.5     | .589     | .000     | .612     | 4.2      | 1.1      | .6       | .6       | 12.5     |

## Особисте життя
Батько Бернса, Дуайт-старший, є агентом округу Йорк служби пробації, умовно-дострокового звільнення та помилування Південної Кароліни. Його мати, Такела, працює помічником директора середньої школи Датчмен-Крік. У Бернса є молодша сестра Надя. Він мультиінструменталіст, грає на бас-гітарі, тубі, фортепіано та саксофоні. Бернс — християнин.